# Тавара Тода

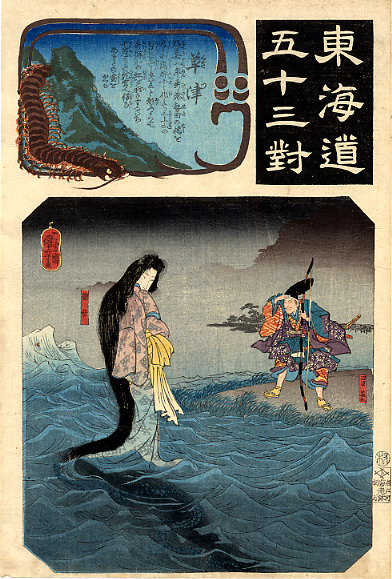
Дракон-принцеса і Фудзівара-но Хідесато (ілюстрація Утаґава Кунійосі, 1845 рік)

Тавара Тода (яп. 俵 藤 太, «Тода Солом'яний Мішок») — японська народна казка про героя, який убив гігантську сколопендру Сецу, щоб допомогти дракону-принцесі, і отримав нагороду в її підводному Рюґу-дзьо ("палац морського дракона").
«Хонте кайдани кодзі» (яп. 本 朝 怪 談 故事), записаний в 1711 році, містить найвідомішу версію цієї японської міфологічної казки про воїна Фудзівара-но Хідесато. Існує синтоїстська святиня близько Моста Сети на озері Біва, де віруючі люди поклоняються Таварі Тоді. В імені головного героя присутня гра слів: слово «Тавара» (яп. 俵) означає «солом'яний мішок для рису», читається так само, як і «Тавара» (яп. 田原) — традиційне японське прізвище.

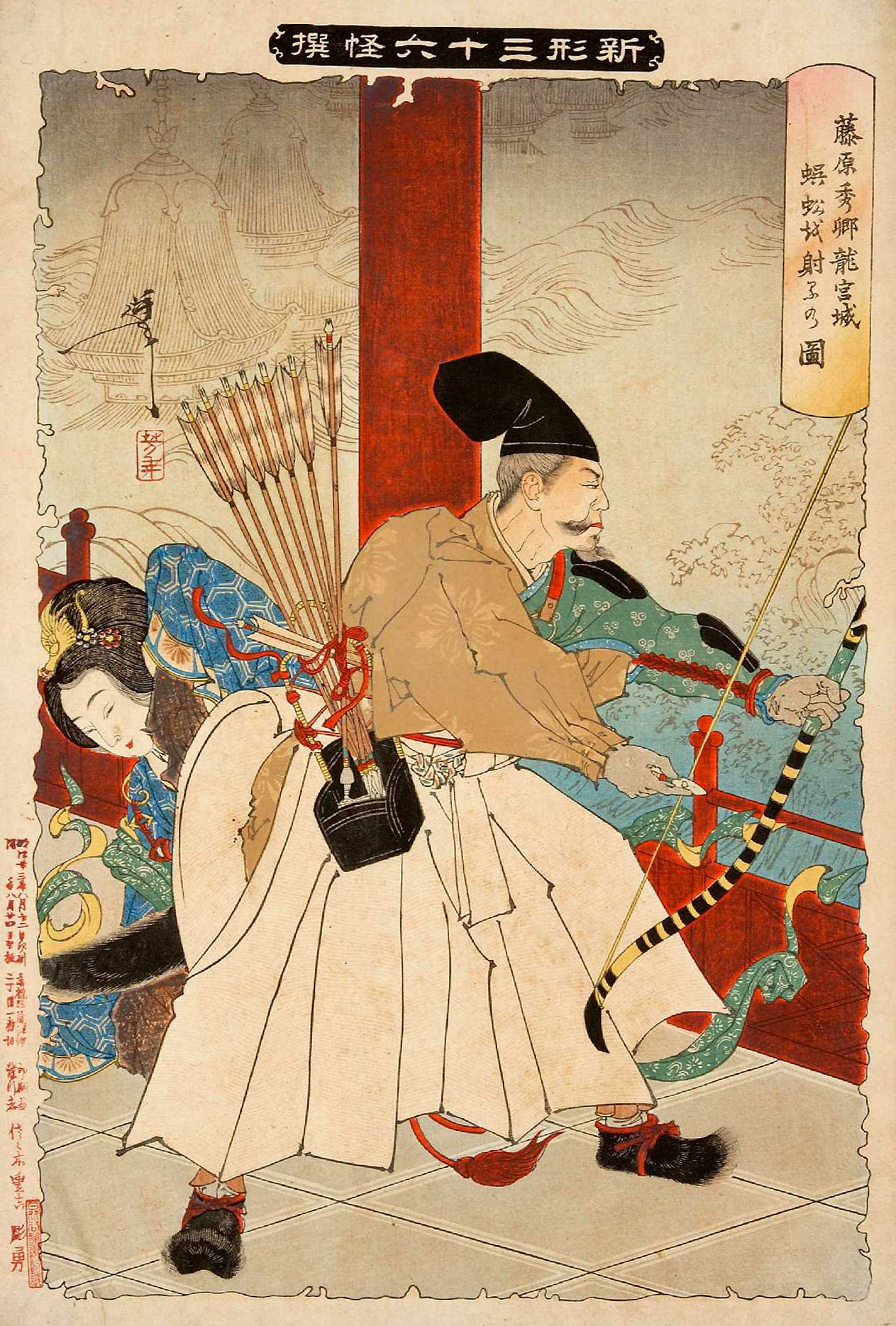
Фудзівара-но Хідесато стріляє в гігантську сколопендру (Цукіока Йосітосі, 1890 рік)

## Сюжет
Фудзівара-но Хідесато перетинав озеро через міст, побачив великого змія, який лежав поперек озера. Герой, анітрохи не бентежачись, спокійно переступив через чудовисько, яке відразу ж пірнуло в води озера і повернулося у вигляді красивої жінки. Вона сказала, що дві тисячі років живе під цим мостом, але ніколи ще не зустрічала такої хороброї людини. З цієї причини вона просить його знищити свого лютого ворога, гігантську сколопендру, яка вбила її синів і онуків. Хідесато пообіцяв їй зробити це, і, озброївшись луком і стрілами, залишився чекати сколопендру на мосту. Тут сповзли з вершини гори Миками (Мікаміяма) два величезних ліхтаря, які світять так само яскраво, як двісті смолоскипів. Це були очі сколопендри. Хідесато послав в напрямку вогнів три стріли, після чого світло згасло, і монстр помер. Дракон-принцеса, сповнена радістю і вдячністю взяла героя в свій чудовий палац, де пригостила його різними смачними стравами та нагородила його відрізом шовку, мечем, обладунками, дзвоном для храму і мішком рису («Тавара»). Вона сказала, що скільки б не відрізали шовку, поки живий герой, він ніколи не закінчиться. А мішок рису ніколи не буде порожнім.
Хідесато згодом пожертвував цей дзвін храму Мії-дера на горі Хієй, але потім дзвін викрав священнослужитель з конкуруючого монастиря Енряку. Він кинув його біля підніжжя гори після того, як дзвін з ним заговорив. Тріснутий дзвін був повернений в Мії-дере, а прибула маленька змійка (дракон), використовувала силу хвоста, щоб виправити завдану шкоду. 

### Інший варіант сюжету
У японському епосі XIV століття — «Тайхейкі» записана більш рання версія легенди про Хідесато, що відсилає до часів війни Гемпей. Дракон, згідно з цією версією, перетворюється не в принцесу, а в «дивного маленького чоловічка», який виявляється Драконом-імператором.

## Видання
Ця казка була включена до збірки японських казок Ейко Теодори Одзакі і в «Книгу драконів» Рут Меннінг-Сандерс.